# Оллуорти, Джозеф
Джозеф Оллуорти (англ. Joseph Allworthy; 1892—1991) — американский художник-реалист; представитель художественного течения тонализм, известен своими натюрмортами и портретами.

## Биография
Родился 19 сентября 1892 года в штате Пенсильвания в семье художников немецкого происхождения. Его отец был декоратором и иллюстратором, участвовал в украшении стен и потолков библиотеки Конгресса США в Вашингтоне.
Джозеф получил первоначальную художественную подготовку под руководством своего отца и в 14 лет работал рассыльным в художественном отделе компании RR Donnelley. Своё настоящее обучение начал в Чикагском институте искусств, не окончив его, ушел учиться в нью-йоркский Grand Central. Как и многие начинающие художники того времени, Оллуорти направился в Европу, побывал в Испании, но вернулся в США с началом Первой мировой войны.
После войны художник поехал в Париж, желая учиться под руководством художника-импрессиониста Жана-Поля Лорана, который был в то время профессором Школы изящных искусств. В 1926—1927 годах Джозеф учился у австралийского художника Max Meldrum, известного «тональным стилем» живописи, у которого перенял его методы живописи.
Джозеф Оллуорти зарекомендовал себя как выдающийся живописец в композиции натюрморта, также писал портреты весьма известных людей. Был положительно отмечен художественными критиками. Его работы на сегодня находятся по всей территории США, Канады и Мексики в различных музеях и частных коллекциях.
Малоизвестной стороной его творчества является работа в качестве коммерческого художника. Оллуорти гордился своими навыками в дизайне, верстке и печатании художественных произведений. Он выполнял работы для крупных компаний, таких, как General Motors, Goodyear Tire and Rubber Company, Pabst Brewing Company, Swift & Company, Florsheim Shoes. Отличительной чертой его работ было то, что рисуя бутылку пива, пару обуви или автомобиль, он видел в них произведения искусства.
Умер 17 августа 1991 года в Чикаго.

### Семья
В 1916 году Джозеф Оллуорти женился на Grace Geymer, которые стали верными пожизненными спутниками. Они побывали во многих европейских городах и галереях для изучения живописи старых мастеров. В 1922 году они купили таунхаус в городке Gold Coast возле Чикаго, где провели всю совместную жизнь. На третьем этаже дома находилась художественная студия, где художник создал большое количество портретов супруги. В конце своей творческой деятельности, в 1970-х годах, он завещал свою мастерскую приёмной дочери — Дориан Оллуорти, которую обучал секретам своего мастерства.